# Julius Dürr
Julius Dürr (* 20. Juni 1856 in Schwäbisch Hall; † 28. Dezember 1925 ebenda) war ein deutscher Altphilologe und Gymnasiallehrer.
Dürr besuchte das Lyceum in Schwäbisch Hall und das humanistische Gymnasium in Stuttgart bis zum Abitur 1874. Seit dem Herbst 1875 studierte er Klassische Philologie und Geschichte in Tübingen, seit dem Herbst 1877 in Leipzig und seit dem Herbst 1878 in Wien; hier war er Mitglied des Archäologisch-epigraphischen Seminars bei Otto Hirschfeld und Otto Benndorf. Während der Studienzeit in Tübingen wurde er Mitglied der Akademischen Verbindung Virtembergia. 1880 wurde er in Leipzig mit einer Arbeit zu den Reisen des Kaisers Hadrian promoviert. 1880/81 erhielt er das Reisestipendium des Deutschen Archäologischen Instituts. Anschließend war er im württembergischen Schuldienst tätig, zunächst in Cannstatt, seit 1891 in Ulm.

## Veröffentlichungen (Auswahl)
- Die Reisen des Kaisers Hadrian. (= Abhandlungen des Archäologisch-Epigraphischen Seminars der Universität Wien 2) Gerold, Wien 1881 (Digitalisat).
- Zu der Inschrift von Samothrake: ephem. epigr. IV p. 53. In: Archäologisch-epigraphische Mitteilungen aus Österreich-Ungarn 10, 1886, 119–120 (Digitalisat).
- Das Leben Juvenals. Wagner, Ulm 1888 (Digitalisat).
- Die zeitgeschichtlichen Beziehungen in den Satiren Juvenals. Rapp, Cannstatt 1902 (Digitalisat).
- Juvenal und Hadrian. In: Beiträge zur alten Geschichte und griechisch-römischen Alterthumskunde. Festschrift zu Otto Hirschfelds 60. Geburtstage. Berlin 1903, 447–451.

## Belege
1. ↑  Standesamt Schwäbisch Hall: Sterberegister. Nr. 218/1925.

| Personendaten    | Personendaten                              |
| ---------------- | ------------------------------------------ |
| NAME             | Dürr, Julius                               |
| KURZBESCHREIBUNG | deutscher Altphilologe und Gymnasiallehrer |
| GEBURTSDATUM     | 20. Juni 1856                              |
| GEBURTSORT       | Schwäbisch Hall                            |
| STERBEDATUM      | 28. Dezember 1925                          |
| STERBEORT        | Schwäbisch Hall                            |